# Novillars
Novillars település Franciaországban, Doubs megyében. Lakosainak száma 1345 fő (2022. január 1.). Novillars Amagney, Roche-lez-Beaupré, Vaire, Vaire-le-Petit és Vaire-Arcier községekkel határos.

## Népesség
A település népességének változása:
| Lakosok száma | 613  | 1663 | 1610 | 1624 | 1549 | 1522 | 1501 | 1497 | 1446 | 1345 |
|               | 1968 | 1982 | 1990 | 2006 | 2013 | 2015 | 2017 | 2019 | 2020 | 2022 |